# 新北市區公車965路線
新北市區公車965路線，由臺北客運營運，2018年9月10日通車，起點為板橋捷運府中站，終點為金瓜石（黃金博物館）。車輛上配置有無線網路（NewTaipeiBusWiFi）及3C充電插座國道客運車型用車，並支援行動支付。目前也是台灣好行九份金瓜石線的觀光景點接駁車與新北市跨區幹線公車。

## 簡介
- 2018年9月10日，通車，行經板橋車站、西門町、捷運北門站、市民高架、中山高速公路、台62線至瑞芳、九份老街、黃金博物館。為新北市區快速公車。[6]
- 2018年11月8日，新增小南門站。[7]
- 2019年1月16日，增設往程「祖師廟」站。[8]
- 2019年4月18日，增設「石山」及「瓜山國小(戰俘營)」雙邊站位。[9]
- 2019年9月30日，站位更名[10]
- 2019年10月21日至2020年1月22日，增設「雙園街口」雙向站位[11][12][13]
- 2020年2月15日，調整班次[14]
- 2020年3月9日，增設「新山」返程站位[15]
- 2021年11月26日，「六號橋」(向西)站位遷移[16]
- 2022年6月1日至2020年7月30日，平常日17:00(金瓜石發車)班次延駛至「大庭新村」站位[17][18]
- 2024年8月15日，升級為台灣好行「九份金瓜石線」，並自2024年9月1日起至2025年8月31日本路線使用電子票證(全票)可享每段次半價優惠。[19][20]